# Mammillaria elongata
Mammillaria elongata là một loài thực vật có hoa trong họ Cactaceae. Loài này được DC. mô tả khoa học đầu tiên năm 1828.

## Hình ảnh

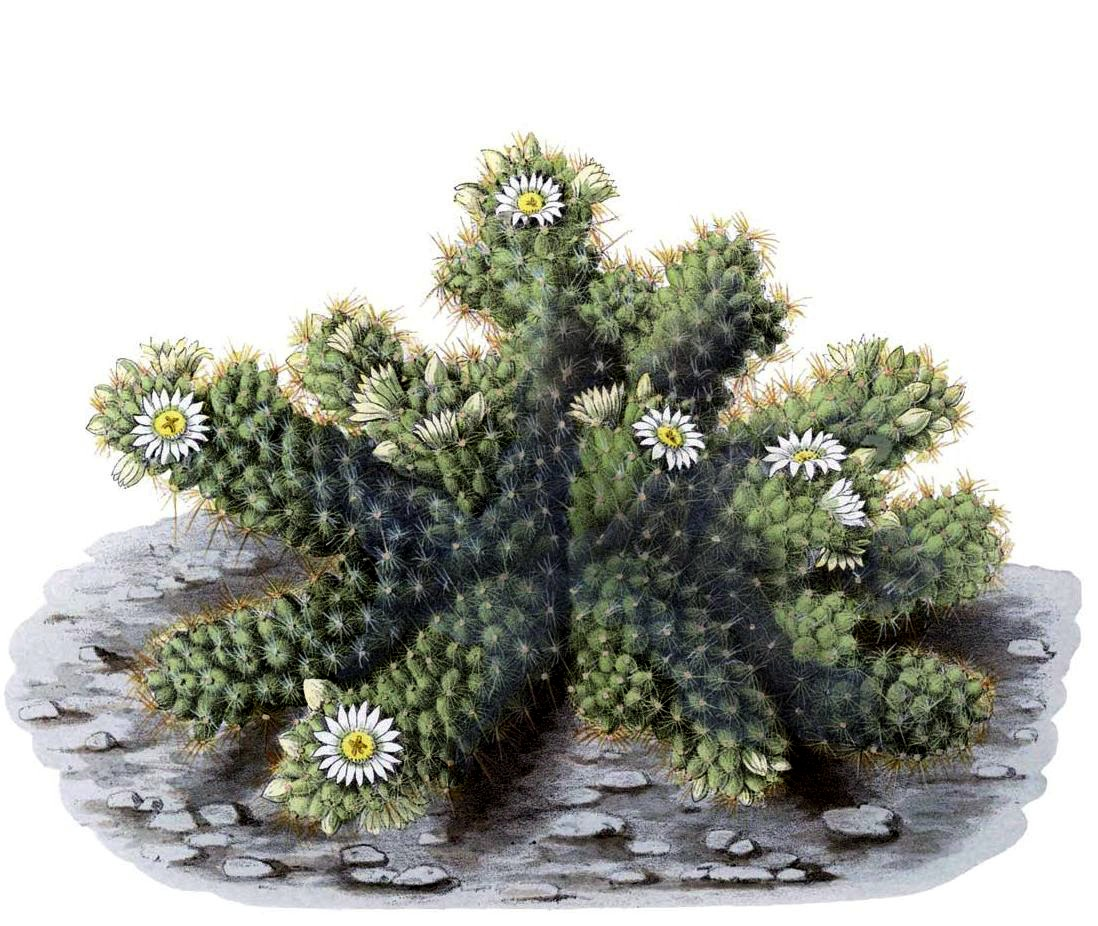
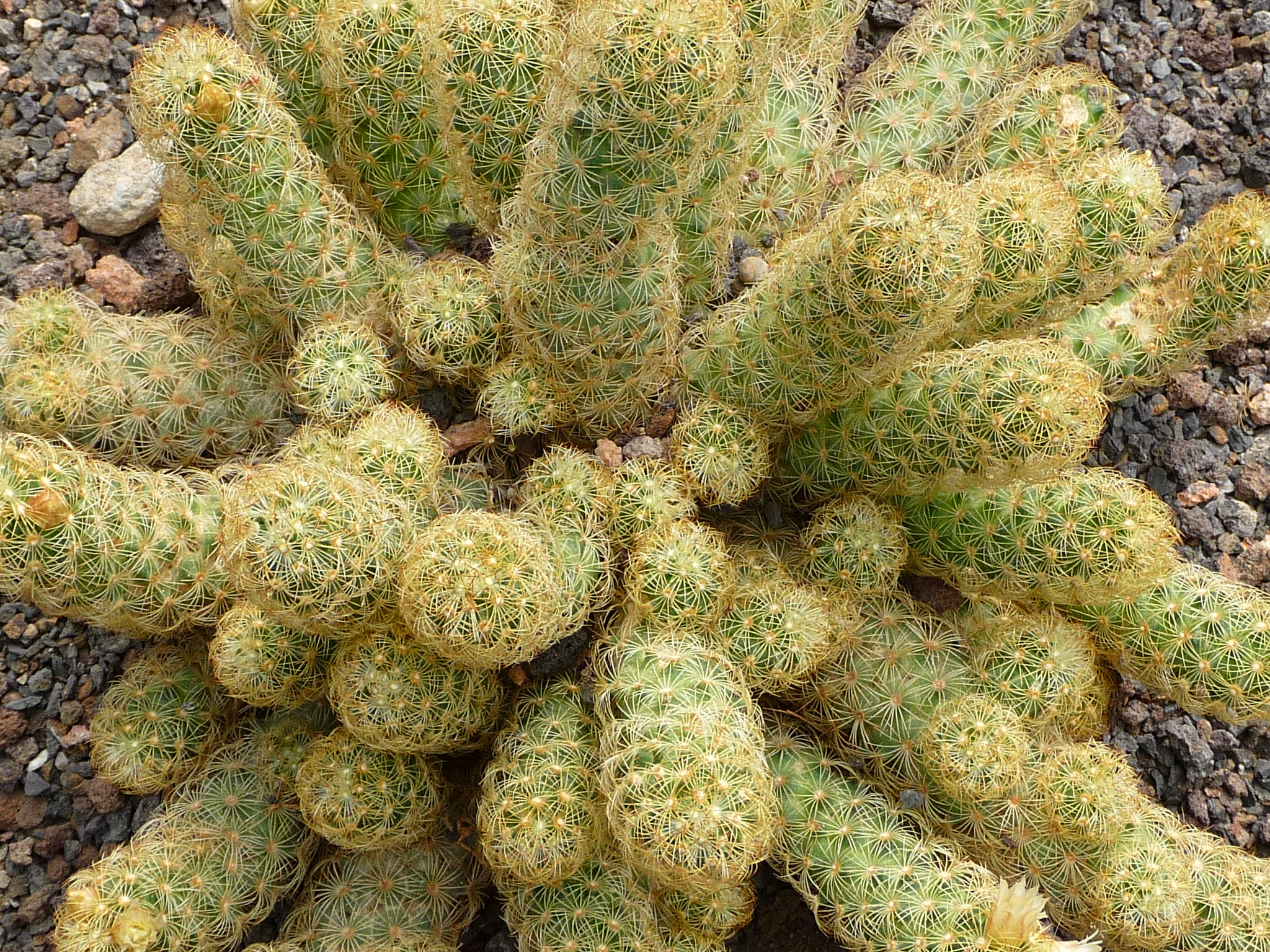
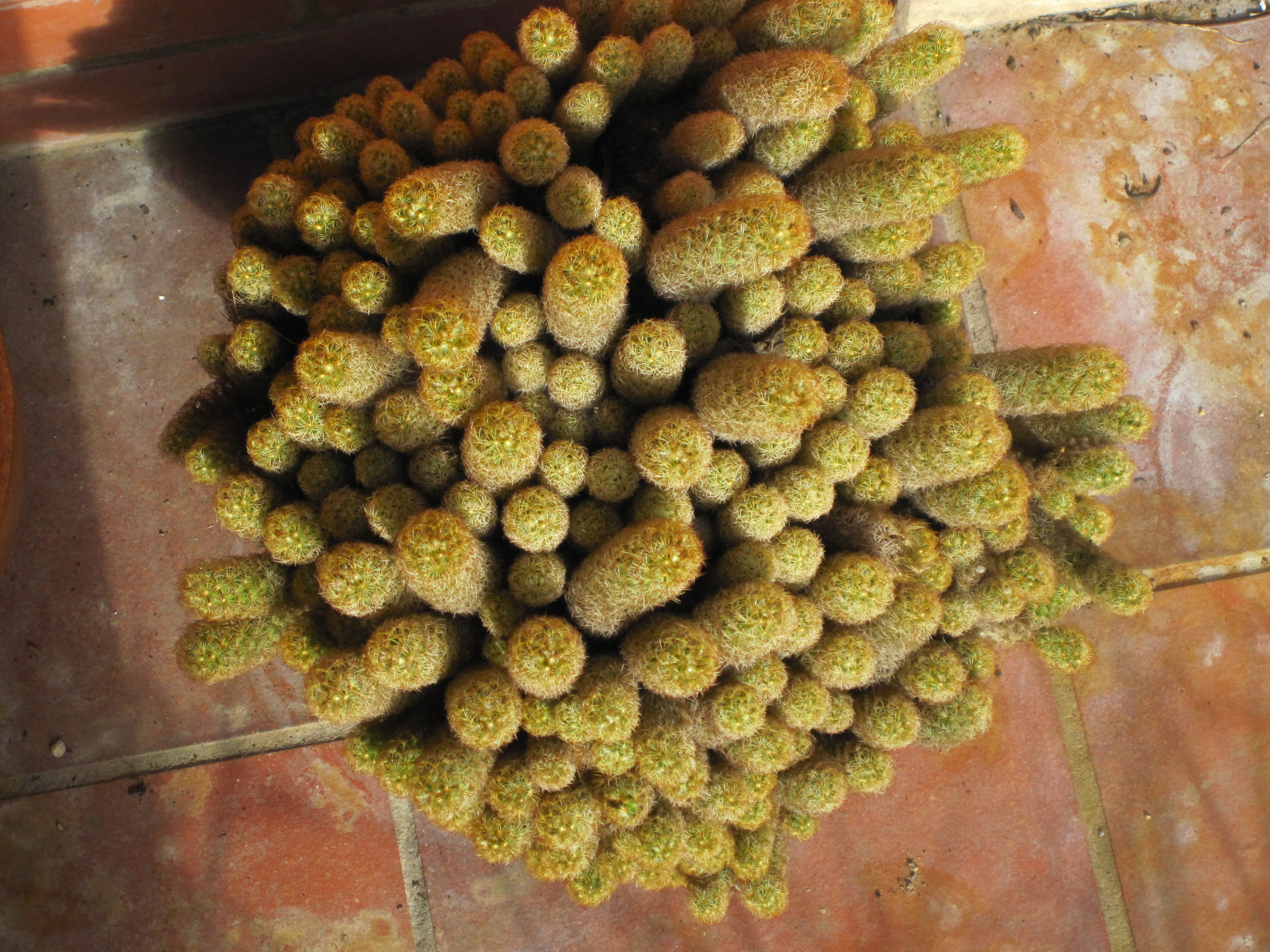
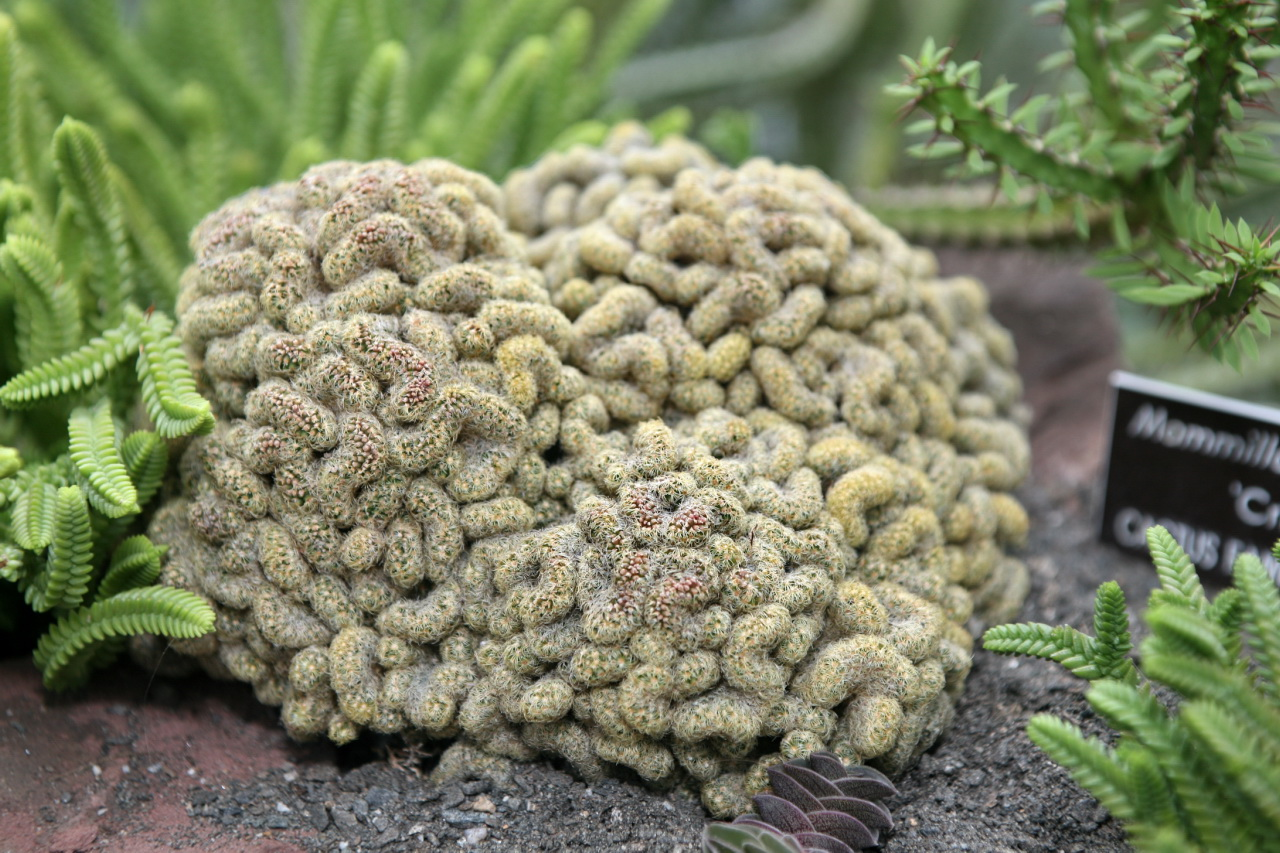
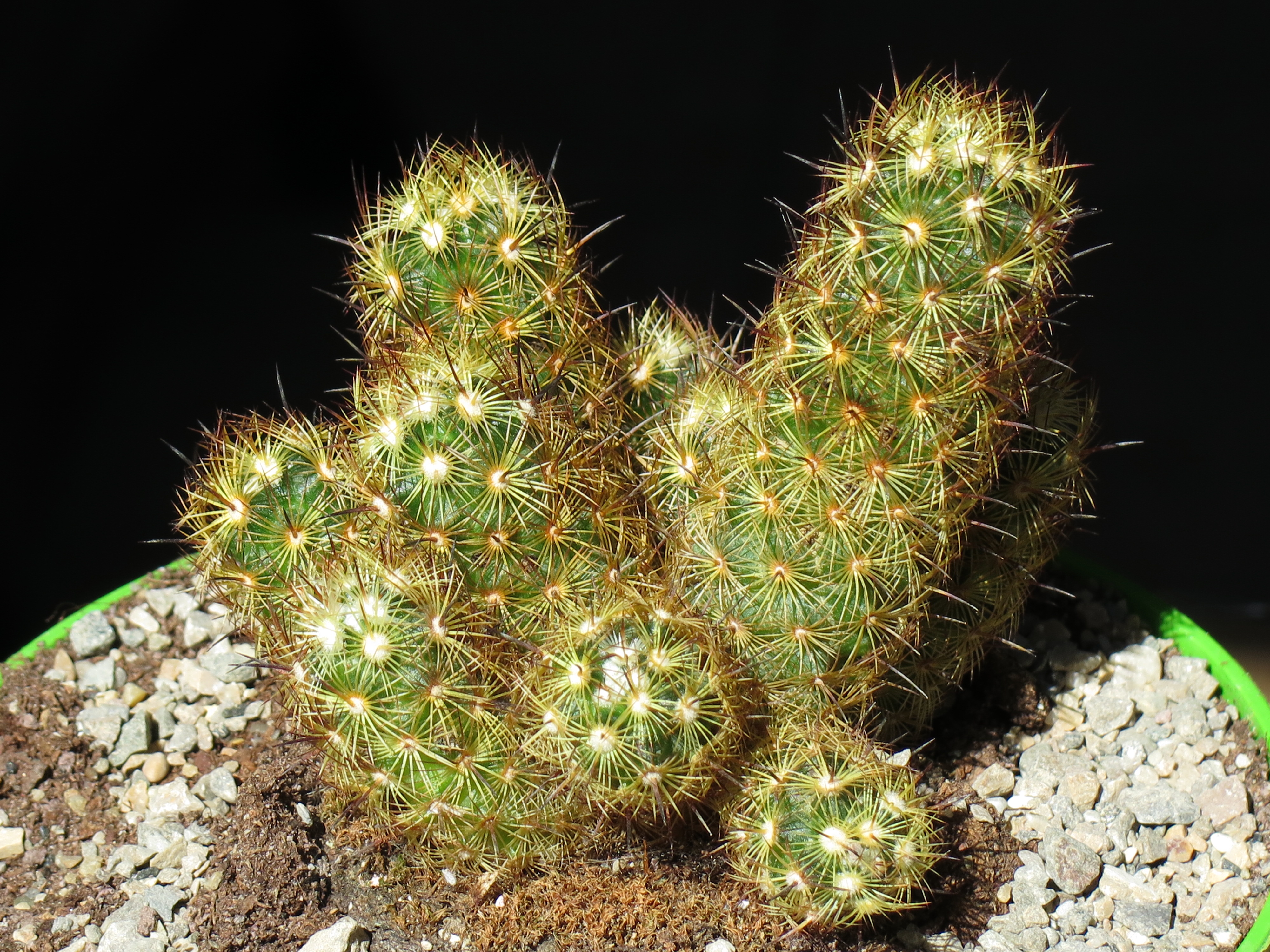
Var. anguinea
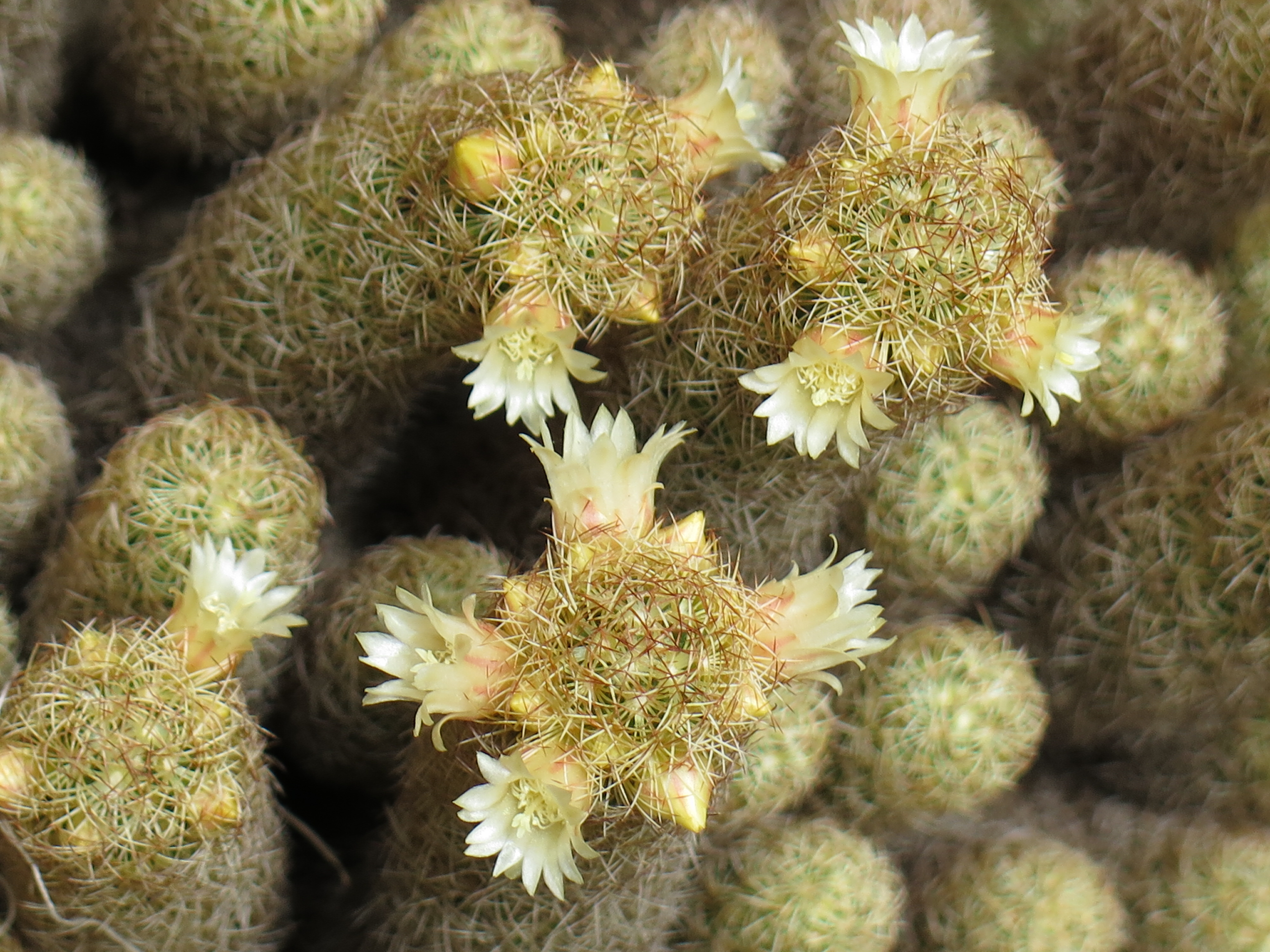